# Цар-осика
Цар-осика. Обхват 7,40 м. Висота 35 м. Вік понад 300 років. Росте в Гоголівському лісництві, кв. 36, Миргородський район Полтавська область, на північ від села Великі Сорочинці. Вимагає заповідання. Мабуть, найтовстіша і найстарша осика в Україні.

## Ресурси Інтернету
- Фотогалерея самых старых и выдающихся деревьев Украины  [Архівовано 8 квітня 2014 у Wayback Machine.]

## Виноски
1. 1 2   Шнайдер С. Л., Борейко В. Е., Стеценко Н. Ф. 500 выдающихся деревьев Украины. — К.: КЭКЦ, 2011. — 203 с.